# 吳洛纓
吳洛纓（1968年8月16日—），出生於臺灣新北市板橋區，台灣影視編劇、劇場導演和編劇教師。大學就讀於國立臺北藝術大學戲劇學系導演組，畢業於國立臺灣大學戲劇研究所碩士班。曾經擔任過麥田出版執行編輯以及《3P表演藝術網》主編；1996年她和劇場同好一起成立了台灣藝人館劇團，除了導演之外也身兼製作，有不少中小型舞台劇作品。2002年陸續起擔任許多台灣電視戲劇劇本編劇作寫工作，譬如2006年《白色巨塔》和2009年《痞子英雄》等著名台灣電視劇。2010年成立宸泰國際文創工作室，主要工作以編寫影視劇本為主。目前亦兼任國立臺北藝術大學戲劇系講師及中華編劇學會理事長。
2015年第50屆金鐘獎頒獎典禮後, 吳洛纓在臉書上「為評審團在典禮上遭到不平等對待抱屈，髒話連連批評藝人水準低落」引起話題。
2022年吳洛纓和導演姜瑞智共同執導《我願意》電視劇，同時也擔任該劇的編劇。2025年將原創沉浸式劇場作品《微醺大飯店：1980s》改編成電視劇，吳洛纓擔任該劇撰寫劇本職務。

## 作品

### 影視編劇作品
- 2025《微醺大飯店1980s》││洪子鵬導演
- 2022《我願意》│MOD、Hami Video│吳洛纓、姜瑞智導演
- 2015《哇！陳怡君》（原名《女子時代》）│台視│TVBS歡樂台│周美玲、瞿友寧導演
- 2013《K歌·情人·夢》風賦國際娛樂│華視│八大電視台│林子平導演
- 2012《給愛麗絲的奇蹟》東映製作│華視│八大電視台│王麗文導演
- 2010《我的尪我的某》東映製作│大愛│周曉鵬導演
- 2010《回首留蘭香》東映製作│大愛│許肇任導演
- 2009《我在1949，等你》東映製作│華視│陳銘章│鄧安寧導演
- 2006《牆之魘》無花果製作│公共電視電影│林志儒導演
- 2007《亂世豪門》萬仁電影製作│公共電視│萬仁導演
- 2006《幸福派出所》無花果影視│客家電視台│林志儒導演
- 2005《白色巨塔》揚名影視製作│中視│蔡岳勳導演(與彭盛青共同編劇)
- 2003《美麗久久》中視│馮凱導演
- 2004《致命迷情》、《月老》中視
- 2002《背影》三匠影視│大愛│章可中導演
- 舞臺劇本創作《藍天白雲》《月光玫瑰》

### 影視導演作品
- 2022《我願意》│MOD、Hami Video│吳洛纓、姜瑞智導演

### 戲劇表演指導
- 《雙影》
- 《孽子》
- 《夏天的尾巴》
- 《又見橘花香》
- 《白色巨塔》
- 《牆魔》
- 《痞子英雄》
- 《家書---我在1949等你》
- 《峰迴青春路》

### 劇場導演作品
- 2012年《慾望。佐。耽奴》台北市水源劇場
- 2009年《聽戲趣》之《寂寞芳心俱樂部》誠品多媒體聲音劇場
- 2009年《聽戲趣》之《重新開始》誠品多媒體聲音劇場
- 2005年《月光玫瑰》誠品戲劇節誠品藝文空間
- 2004年《流亡》華山藝文特區、台南人劇團戲工廠
- 2004年《藍色吧2004》牯嶺街小劇場、台南人劇團戲工廠
- 2004年《藍天白雲》牯嶺街小劇場、台南人劇團戲工廠
- 2003年《藍色吧》牯嶺街小劇場
- 1997年《風箏誤》幼獅藝文中心
- 1996年《背叛》台灣大學視聽小劇場
- 1993年文建會社區巡迴劇場《金鑽大高雄》
- 1992年國家劇院實驗劇展《晚安！母親》
- 1992年台北藝術大學導演畢業製作《愚愛》

### 文字工作
《城市情報》、《縱橫》、《3P表演藝訊》、《新觀念雜誌》、《中國時報》娛樂週報、《聯合報》外劇場報（電子報）、《表演藝術雜誌》等特約撰述。
發表過戲劇報導與評論百餘篇。

### 譯作
- 《絕命追殺令》
- 《中國橘子的秘密》
- 《祝妳生日快樂》
- 《中共萬歲》
- 《奧迪賽之旅》（城邦出版）
- 《女人上路》
- 《告白》（探索出版）
- 《同樓夢》（欣福出版）
- 《流亡》（書林出版）

### 企畫製作
- 2009年：《聽戲趣》誠品多媒體聲音劇場  企畫與藝術總監
- 2006年：國家戲劇院實驗劇場《囚》製作人
- 2005年：誠品戲劇節《月光玫瑰》製作人
- 2004年：華山藝文特區《流亡》製作人
- 2004年：牯嶺街小劇場《藍色吧2004》製作人
- 2004年：牯嶺街小劇場《藍天白雲》製作人
- 2003年：牯嶺街小劇場《藍色吧》製作人
- 2001年：國家戲劇院 華文戲劇節《狂藍》製作人
- 1999年：國家戲劇院實驗劇場《寂寞芳心俱樂部》製作人
- 1996年：台大視聽劇場《背叛》製作人
- 1996年：台大戲研所與國立藝術教育館《戲劇研習坊》企劃總監
- 1995年：全民廣播電台《文化向前走》企畫主持
- 1994年：文建會與中國時報《一九九四人間劇展》策畫、執行
- 1994年：新聞局輔導短片電影《荒野之狼》製片

### 著作
- 2015年：《人間散策》單色印刷 / 2015.11.04 初版  ISBN：9789869224352  出版地：台灣 出版社/水靈文創

## 教學
- 2009-2015：國立台北藝術大學戲劇系兼任講師
- 2004-2006：國立台灣藝術大學戲劇系兼任講師
- 2004：國立交通大學外國語言學系兼任講師
- 2004：崑山科技大學媒體傳達系兼任講師
- 1998—1999：台北故事劇場表演進階班教師
- 1998：金枝演社戲劇研習坊教師
- 1996—1998：華岡藝校戲劇科教師

## 獎項
- 以《白色巨塔》獲得第42屆金鐘獎戲劇節目最佳編劇獎（與彭盛青共同編劇）
- 以《痞子英雄》入圍第44屆金鐘獎戲劇節目最佳編劇獎（與陳慧如共同編劇）
- 2010年獲邀於第五屆亞洲電視編劇論壇（韓國KOFIC）以《我在1949，等你》參展並發表演說

## 外部連結
- 吳洛纓的Facebook專頁
- 吳洛纓的新浪微博
- 吳洛纓在香港影庫上的簡介
- 吳洛纓在豆瓣上的资料（简体中文）
- 獨立評論@天下 吳洛纓專欄（页面存档备份，存于）